# Růžena Hrbková
Růžena Hrbková (4. května 1899 – ???) byla česká a československá politička Československé strany národně socialistické a poválečná poslankyně Ústavodárného Národního shromáždění.

## Biografie
Po parlamentních volbách v roce 1946 byla zvolena poslankyní Ústavodárného Národního shromáždění za národní socialisty. Mandát ale získala až dodatečně v květnu 1948 jako náhradnice poté, co rezignoval poslanec Antonín Hřebík. V té době (po únorovém převratu v roce 1948) byla již strana přejmenována na Československou stranu socialistickou a byla loajální součástí komunistického režimu. V parlamentu setrvala jen krátce do konce funkčního období, tedy do voleb do Národního shromáždění roku 1948.